# Agnibesa
Agnibesa – rodzaj ciem z rodziny miernikowcowatych.

## Podział systematyczny
Do rodzaju należą następujące gatunki:
- Agnibesa pictaria (Moore, 1868)
- Agnibesa pleopictaria Xue, 1999
- Agnibesa plumbeolineata (Hampson, 1895)
- Agnibesa punctilinearia (Leech, 1897)
- Agnibesa recurvilineata Moore, 1888
- Agnibesa venusta Warren, 1897